# 威爾遜斯米爾斯 (北卡羅萊納州)
威爾遜斯米爾斯（英語：Wilson's Mills）是一個位於美國北卡羅萊納州約翰斯頓縣的城鎮。

## 人口
根據2020年美國人口普查的數據，威爾遜斯米爾斯的面積為14.28平方千米，當中陸地面積為14.26平方千米，而水域面積為0.02平方千米。當地共有人口2534人，而人口密度為每平方千米177人。